# Ajn Arnat
Ajn Arnat – miasto w Algierii, w wilajecie Satif. W 2013 roku liczyło 35 tys. mieszkańców.